# Elsbeth Gropp
Elsbeth Gropp (* 9. April 1885 in Aachen; † 7. Januar 1974 in Pforzheim) war eine deutsche Porträtfotografin.

## Leben
Elsbeth Gropp wurde als Tochter des Offiziers Hermann Gropp und seiner Ehefrau Emilie in Aachen geboren. Nach der Schulausbildung in Köln begann Elsbeth Gropp 1901 an der Malerinnenschule Karlsruhe bei Friedrich Fehr mit dem Studium der Porträtmalerei. Nach Abschluss des Studiums ging sie 1907 im Rahmen eines Studienaufenthaltes nach Paris. Zurückgekehrt nach Deutschland begann sie 1910 eine Ausbildung an der Rheinischen Lehr- und Versuchsanstalt für Photographie in Düsseldorf. Bereits ein Jahr später nahm sie an der internationalen Fotoausstellung Bildnis und Figurenbild in Hamburg teil.
Seit 1911 arbeitete sie selbstständig als Porträt- und Modefotografin in Köln und eröffnete 1915 ihr erstes Fotoatelier in der Gereonstraße.
Im Jahr 1912 wurde sie Mitglied im Kölnischen Kunstverein. Nach dem Ablegen der Meisterprüfung als Fotografin im Jahr 1916 eröffnete sie in Köln in der Hohen Straße 121–123 ein neues Atelier. Auf Vorschlag von Theo Schafgans und Kurt Schallenberg wurde Elsbeth Gropp als erste Frau in die neu gegründete Gesellschaft Deutscher Lichtbildner (GDL) berufen, in der sie bis 1969 Mitglied war. Zwei Jahre später wurde sie gemeinsam mit Hans Spörl und Matthias Masmann in den Presse-Ausschuss der Gesellschaft deutscher Lichtbildner gewählt. In den 1920er Jahren begann sie mit Porträtaufnahmen von Schauspielern, Prominenten und Kölner Persönlichkeiten. Ende der 1920er Jahre war Elsbeth Gropp in der GEDOK und in der Vereinigung Kölner Fotografen organisiert. In ihrem Atelier bildete sie auch Fotografen aus. Ihre bekannteste Schülerin war die spätere Industriefotografin Ruth Hallensleben. 1937 bezog sie ein neues Atelier am Hohenzollernring 16 und übernahm zeitgleich das ehemalige Fotoatelier von Samson & Co. in der Hohen Straße 59–61. Bei Luftangriffen auf Köln wurden 1944 beide Ateliers zerstört. Dabei wurden auch ihre Negativ-Archive vernichtet.
Nach dem Zweiten Weltkrieg eröffnete sie 1946 im Schwerthof in der Zeppelinstraße 2 ein kleines Atelier. Wegen ihres Bekanntheitsgrades durch ihre zahlreichen Ausstellungen war Elsbeth Gropp eine gefragte Porträtfotografin in den 1950er und 1960er Jahren. Sie nahm an zahlreichen Ausstellungen, unter anderem auf der ersten photokina teil. Im Jahr 1952 lieferte sie den Beitrag der Bundesrepublik Deutschland bei der Weltausstellung der Fotografie in der Rubrik Menschliche Arbeit. Im Jahr 1968 ging Elsbeth Gropp im Alter von 83 Jahren in den Ruhestand und zog zunächst nach Odenthal-Blecher. Ihre letzten Lebensjahre verbrachte sie in Pforzheim, wo sie am 7. Januar 1974 starb.
Elsbeth Gropp wurde auf dem Friedhof in Eutingen beerdigt.

## Nachlass
Das historische Archiv der Stadt Köln übernahm unter der Bestandsnummer 1476 den Nachlass von Elsbeth Gropp mit 71260 Negativen, davon 59426 Einzel- und 11834 Gruppenaufnahmen, und Kundenbüchern auf. Der Nachlass konzentriert sich – mit wenigen Ausnahmen – auf die Schaffensperiode zwischen 1945 und 1968. Frühere Aufnahmen sind nur vereinzelt vorhanden, da ihre beiden Ateliers mit den fotografischen Arbeiten von 1910 bis 1944 durch Bombentreffer 1944 zerstört wurden.

## Ehrung
Im August 1953 wurde ihr für ihre Verdienste die Silberne Ehrennadel der Fotografeninnung verliehen. Zum 80. Geburtstag im April 1965 erfolgte eine umfangreiche Würdigung ihrer Lebensleistungen als Fotografin durch die Fotografie-Presse.

## Ausstellungen (Auswahl)
- 1911: Internationale Fotoausstellung Bildnis und Figurenbild in Hamburg
- 1912: Fotoausstellung im Kölner Kunstgewerbemuseum[6]
- 1913: Fotoausstellung im Kölner Kunstgewerbemuseum
- 1916: Sammelausstellung (Malerei, Graphik, Photographie) im Kölnischen Kunstverein
- 1923: Ausstellung der Gesellschaft deutscher Lichtbildner (GDL) in Madrid
- 1928: Fotoausstellung auf der Pressa in Köln[5]
- 1930: Ausstellung Gezeichnet oder geknipst? im Kölner Kunstgewerbemuseum[7]
- 1930: Ausstellung der Vereinigung Kölner Fachphotographen (VKF) im Kölner Kunstgewerbemuseum
- 1933: Ausstellung Rheinischer Lichtbildner im Kölner Kunstgewerbemuseum
- 1935: Ausstellung der Photographeninnung Köln im Kunstgewerbemuseum[8]
- 1947: Ausstellung Kölner Berufsfotografen in der Universität zu Köln
- 1949: Ausstellung der Gesellschaft deutscher Lichtbildner in der Kölner Universität
- 1950: Ausstellung von 75 Porträts auf der ersten photokina in Köln[5]
- 1965: Ausstellung Kölner Köpfe im Institut français Köln[5]

## Porträtierte Persönlichkeiten
Elsbeth Gropp fertigte überwiegend Porträts und Passbilder von Familien aus Köln, insbesondere aus Lindenthal und Marienburg an. Darüber hinaus war Elsbeth Gropp eine gefragte Porträtfotografin für prominente Persönlichkeiten aus Politik (u. a. Konrad Adenauer, Theodor Heuss, Heinrich Brüning, Ernst Schwering), Kultur (u. a. Dominikus Böhm, Georg Meistermann, Otto Dix, Werner Bergengruen, Josef Haubrich, Günter Wand, Albert Erich Brinckmann), Wirtschaft (Hans Gerling, Heinrich Pellenz) und Wissenschaft (Carl Diem, Christian Eckert, Hans von Haberer, Johannes Hessen,  Josef Kroll, Carl Niessen, Hans Carl Nipperdey, Peter Rassow, Günter Schmölders, Rudolf Seyffert, Paul Uhlenbruck, Ernst Walb).